# کاهش میروین–پوندورف–ورلی
کاهش میروین–پوندورف–ورلی (به انگلیسی: Meerwein–Ponndorf–Verley reduction) به صورت مخفف (MPV) در شیمی آلی، عبارت است از کاهش کتون‌ها و آلدهیدها به الکل‌های متناظر آنها با استفاده از کاتالیزور آلومینیوم آلکوکسید در حضور الکل فداشونده. مزایای کاهش MPV در گزینش‌پذیری شیمیایی بالا و استفاده از کاتالیزور فلزی ارزان قیمت و سازگار با محیط زیست است.
| کاهش Meerwein – Ponndorf – Verley                                    |
| شکل ۱، تبادل حالت‌های اکسایش کربونیل در حضور آلومینیوم ایزوپروپوکسید. |

کاهش MPV توسط میروین و اشمیت و به‌طور جداگانه توسط ورلی در سال ۱۹۲۵ کشف شد. آن‌ها دریافتند که مخلوطی از آلومینیوم اتوکسید و اتانول می‌تواند آلدهیدها را به الکل‌های متناظر آن‌ها کاهش دهد. پوندورف واکنش را برای کتون‌ها اعمال کرد و کاتالیزور را به آلومینیوم ایزوپروپوکسید در ایزوپروپانول ارتقا داد.

## همچنین ببینید
- اکسایش اوپناور
- کاهش کربونیل